# Bohor-rørbuk
Bohor-rørbukken (Redunca redunca) er en sumpantilope, der er udbredt i både Øst- og Vestafrika på savanner, hyppigst åbne flodsletter. Det er en lille spinkel antilope, hvor hannen typisk vejer omkring 55 kg og hunnen omkring 40 kg. Skulderhøjden er fra 70 til 90 cm. Hornene, der kun findes hos hannen, er cirka 30 cm lange og krogede og vokser fremad i spidsen.